# Cis maritimus
Cis maritimus är en skalbaggsart som först beskrevs av Hatch 1962.  Cis maritimus ingår i släktet Cis och familjen trädsvampborrare. Inga underarter finns listade i Catalogue of Life.